# Duc Xiao de Qin
Xiao - xinès tradicional: 秦孝公, xinès simplificat: 秦孝公, pinyin: Qín Xiàogōng - (381 - 338 aC), nascut com Ying Quliang (xinès tradicional: 嬴渠梁, xinès simplificat: 嬴渠梁, pinyin: Yíng Qúliáng), va ser el governant de l'estat de Qin del 361 fins al 338 aC durant el període dels Regnes Combatents de la història xinesa.
El duc Xiao és més conegut per fer ús i servici de l'estadista legalista Shang Yang de l'estat Wei (衛) del període Primaveres i Tardors, i autoritzar-lo per dur a terme una sèrie de reformes polítiques, militars i econòmiques en Qin.
Si bé les reformes eren potencialment controvertides i produïren la violenta oposició de molts polítics de Qin, el Duc Xiao dona total suport a Shang Yang i la reforma ajudà a Qin a convertir-se en un potència súper-poderosa entre els set regnes combatents.

## Biografia
El Duc Xiao ascendí al tron de l'Estat de Qin en 361 aC a l'edat dels 21 anys, succeint al seu pare, el Duc Xian de Qin. En eixe llavors, Qin era un dels estats més dèbils a la Xina, assolat de pobresa extrema, conflictes interns i corrupció en el govern. El Duc Xiao era determinat per tal de restaurar la glòria original de l'estat de Qin com una de les cinc potències hegemòniques durant el regnat del seu ancestre el Duc Mu. Per tant, el duc va emetre un anunci, fent una crida als homes de talent perquè ajudessen en l'enfortiment de Qin, prometent-los recompenses tals com alts càrrecs i terres a canvi del seu servei. Wei Yang (més tard conegut com a Shang Yang), un estudiant de l'Escola Legalista, respongué a la crida del duc, ja que ell no havia tingut èxit en tractar d'iniciar la seva carrera en altres estats.
Wei Yang va ser presentat al Duc Xiao per Jing Jian i va tenir dues audiències amb el duc, durant les quals li proposà idees sobre el govern basades en els principis del confucianisme, taoisme i altres escoles del pensament, però el duc no es va deixar impressionar. Durant la tercera reunió, Wei proposà les seves idees basant-se en un govern estricte, amb idees derivades del legalisme, i cridà l'atenció del duc. El Duc Xiao i Wei Yang tingueren una discussió que va durar tres dies i tres nits, després de la qual van elaborar plans per a una reforma. Els plans foren posats en funcionament en el 363 aC, però un gran nombre de polítics de Qin objectaren enèrgicament a les reformes. Això no obstant, el Duc Xiao va donar suport a Wei Yang i li assegurà que les reformes es durien a terme com estava planejat.
Les reformes causaren canvis en l'estat de Qin i ho van transformar en un estat estricte, controlador, i militar, que governava amb duresa i lleis opressives. L'agricultura va ser ampliada per l'emigració forçada a noves regions, i els ciutadans van ser recompensats o castigats basant-se en els seus assoliments militars o agrícoles.
En 366 aC, els exèrcits de Qin derrotaren a les forces aliades de l'Estat de Han i l'Estat de Wei a la batalla de Shimen. Els soldats i oficials de Qin foren ascendits a rangs més importants basant-se en el nombre caps d'enemic que havien col·leccionat durant la batalla. L'estat de Qin empenyé per tal d'apoderar-se de les terres de l'estat Wei, el qual només aconseguí sobreviure amb l'ajut de l'estat Zhao, tot i així Wei es va debilitar de forma dràstica per les seves pèrdues i derrotes.

## Llegat
El Duc Xiao va manar a l'estat de Qin per 24 anys morí als 44 anys en 338 BC. Va ser succeït pel seu fill, Ying Si, qui es convertí en el Rei Huiwen de Qin. Al Duc Xiao se li concedí el nom a títol pòstum de "Xiao", que significa "filial". Les reformes que tingueren lloc durant el seu regnat contribuït a establir una base sòlida per a una eventual unificació de la Xina per part de Qin sota la dinastia Qin, sota el lideratge del descendent del Duc Xiao, Ying Zheng, qui es convertí Qin Shi Huang (Primer emperador de Qin).
El Duc Xiao va ser també l'últim governant de Qin a ser adreçat com "duc" (xinès s.:公 p:gōng), ja que els seus successor s'anomenaven a si mateixos amb el títol de "rei" (xinès s.:王|pinyin:wáng). El canvi va ser una indicador de la pèrdua d'autoritat del govern central (dinastia Zhou), en tant que altres senyor feudals i nobles començaren a anomenar-se a si mateixos com "reis" en comptes de com a "ducs".